# Näsviken (commune d'Hudiksvall)
Näsviken est une localité de Suède dans la commune d'Hudiksvall située dans le comté de Gävleborg.
Sa population était de 976 habitants en 2019.